# فربيون زوفيتس
فربيون زوفيتس (الاسم العلمي: Euphorbia szovitsii) هو نوع نباتي يتبع جنس الفربيون من الفصيلة اللبنية.